# عین ولمان
عین ولمان (به عربی: عين ولمان) یک شهرداری در الجزایر است که در استان سطیف واقع شده‌است. عین ولمان ۵۳۰ کیلومتر مربع مساحت و ۷۳٬۸۳۱ نفر جمعیت دارد و ۹۵۰ متر بالاتر از سطح دریا واقع شده‌است.